# 池州小粑

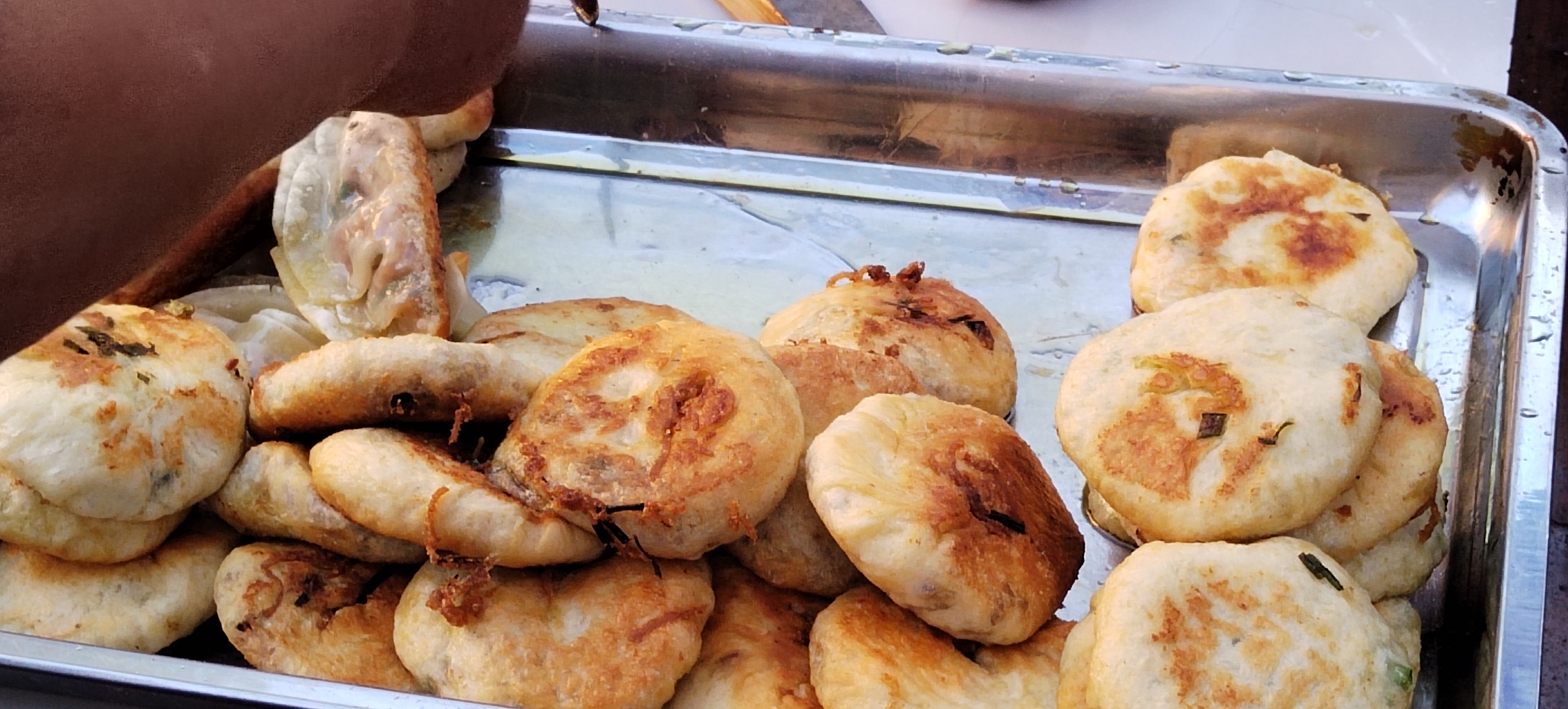
贵池区一个早市摊点的小粑。

池州小粑，也称贵池小粑，为源自中國安徽省池州市貴池區的小吃，是一種中式麵餅。

## 概述
池州小粑的起源年份不详，但在20世纪就已经流行于安徽省贵池县池州镇（今池州市区）一带，民众时常以面粉、糯米粉制作早点，其中包括用面粉、糯米粉制作的蒸粑应市，当地甚至有“齐山十八家，家家做小粑”的说法。通常以冬粉、萝卜丝、豆角或咸菜等为馅料，其中用萝卜做馅料的小粑松软有嚼劲，开胃助消化。2021年入选安徽招牌菜。

## 外部鏈接
- 早餐中国 安徽池州小粑 （页面存档备份，存于）
- 央视网-大叔做30年池州小粑 成学生时代难忘味道 （页面存档备份，存于）